# Оффенхаузен (Верхняя Австрия)
Оффенхаузен (нем. Offenhausen (Oberösterreich)) — ярмарочная коммуна (нем. Marktgemeinde) в Австрии, в федеральной земле Верхняя Австрия. 
Входит в состав округа Вельс.  Население составляет 1530 человек (на 31 декабря 2005 года). Занимает площадь 15 км². Официальный код  —  41814.

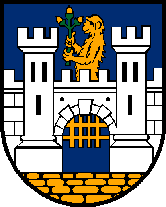
Оффенхаузен

## Политическая ситуация
Бургомистр коммуны — Херман Штойбер (АНП) по результатам выборов 2003 года.
Совет представителей коммуны (нем. Gemeinderat) состоит из 19 мест.
- АНП занимает 11 мест.
- СДПА занимает 4 места.
- АПС занимает 4 места.